# Con Air
Con Air er en amerikansk action/thriller film fra 1997. Filmen er produceret af Touchstone Pictures af produceren Jerry Bruckheimer og instruktøren Simon West.
Blandt filmens medvirkende kan nævnes Nicolas Cage som Cameron Poe (tidligere militærmand), John Cusack som Vince Larkin (politimand) og John Malkovich som Cyrus 'The Virus' Grissom (morder/skurk).
Filmen handler om en fangetransport, der ikke går helt som planlagt...
Så Cameron Poe må finde på en plan, for at komme fri fra flugten.

## Eksterne Henvisninger
- Con Air på Internet Movie Database (engelsk)
- Con Air på Filmdatabasen
- Con Air på Scope
- Con Air i Svensk Filmdatabas (svensk)
- Con Air på AlloCiné (fransk)
- Con Air på MovieMeter (nederlandsk)
- Con Air på AllMovie (engelsk)
- Con Air hos American Film Institute (engelsk)
- Con Air på Turner Classic Movies (engelsk)
- Con Air på The Movie Database (engelsk)